# Шеффервіль
Шеффервіль (фр. Schefferville) — містечко на півночі Квебеку (Канада), у регіоні Північний Берег.
Засноване 1 серпня 1955 року. Назване на честь Монсеньйора Ліонеля Шеффера (фр. Mgr Lionel Scheffer) (1904—1966) — вікарія Лабрадору та Північного Квебеку. Місце смерті квебекського прем'єр-міністра Моріса Дюплессі. У найкращі часи нараховувало близько 5000 мешканців 28 національностей. Проте, після закриття шахт, містечко було майже закинуте. У 2006 році там жило лише 248 осіб.

## Клімат
Містечко знаходиться у зоні, котра характеризується континентальним субарктичним кліматом. Найтепліший місяць — липень із середньою температурою 12.2 °C (54 °F). Найхолодніший місяць — січень, із середньою температурою -24.6 °С (-12.2 °F).
| Клімат Шеффервіля       | Клімат Шеффервіля | Клімат Шеффервіля | Клімат Шеффервіля | Клімат Шеффервіля | Клімат Шеффервіля | Клімат Шеффервіля | Клімат Шеффервіля | Клімат Шеффервіля | Клімат Шеффервіля | Клімат Шеффервіля | Клімат Шеффервіля | Клімат Шеффервіля | Клімат Шеффервіля |
| Показник                | Січ.              | Лют.              | Бер.              | Квіт.             | Трав.             | Черв.             | Лип.              | Серп.             | Вер.              | Жовт.             | Лист.             | Груд.             | Рік               |
| Абсолютний максимум, °C | 5,1               | 5,1               | 9,4               | 13,1              | 28,3              | 34,3              | 31,7              | 28,7              | 26,7              | 20,6              | 9,8               | 5                 | 34,3              |
| Середній максимум, °C   | −19,2             | −17               | −9,7              | −1                | 5,9               | 13,4              | 17,1              | 16,1              | 9,6               | 1,6               | −6                | −15,7             | −0,4              |
| Середня температура, °C | −24,5             | −22,8             | −15,9             | −7,2              | 1                 | 8,2               | 12,2              | 11,4              | 5,9               | −1,4              | −9,8              | −20,5             | −5,3              |
| Середній мінімум, °C    | −29,8             | −28,5             | −22,2             | −13,3             | −4                | 3                 | 7,3               | 6,6               | 2,3               | −4,3              | −13,5             | −25,3             | −10,2             |
| Абсолютний мінімум, °C  | −48,3             | −50,6             | −45               | −36,1             | −23,3             | −7,8              | 0                 | −3,3              | −9,4              | −19,4             | −35,6             | −47,2             | −50,6             |
| Норма опадів, мм        | 49.7              | 29.7              | 49.8              | 56.4              | 50.3              | 75.2              | 96.2              | 82.5              | 114.6             | 74.7              | 63.5              | 48.1              | 790.8             |
| Днів з опадами          | 17,1              | 14,3              | 16,4              | 16,2              | 15,8              | 16,1              | 19                | 18,4              | 20,4              | 21,8              | 21,3              | 19                | 215,9             |
| Днів з дощем            | 0,2               | 0,5               | 0,9               | 3,3               | 8,8               | 15,4              | 18,9              | 17,8              | 19                | 7,6               | 2,3               | 0,6               | 95,1              |
| Днів зі снігом          | 17,4              | 14,3              | 16,6              | 14,6              | 10,3              | 3,4               | 0,2               | 0,3               | 6,4               | 19                | 21,3              | 19,2              | 142,9             |
| Вологість повітря, %    | 84                | 83                | 83                | 79                | 75                | 71                | 73                | 77                | 81                | 84                | 86                | 84                | 80                |
| ----------------------- | ----------------- | ----------------- | ----------------- | ----------------- | ----------------- | ----------------- | ----------------- | ----------------- | ----------------- | ----------------- | ----------------- | ----------------- | ----------------- |
| Джерело: Weatherbase    |                   |                   |                   |                   |                   |                   |                   |                   |                   |                   |                   |                   |                   |